# 崔碣
崔碣（？—？），字东标，唐朝官员，出自博陵崔氏大房，崔玄暐的五世孙，礼部侍郎、博陵郡公崔璩玄孙，門下侍郎崔渙曾孙，御史大夫、恆山忠公崔摐的孙子，沔州刺史崔元方之子。
崔碣及进士第，升任右拾遗。唐武宗讨泽潞，崔碣建议请纳降刘稹，武宗大怒，贬他为邓城县令。稍转商州刺史。擢升为河南尹、右散骑常侍，再为河南尹。河南有大商人王可久，在江、湖间转卖货物。庞勋之乱，财物全失，不得回家。妻子到卜者杨乾夫处咨询王可久的生死。杨乾夫垂涎王妻的美色和财产。占卜时，假装吃惊，你丈夫回不来了。于是暗中以百金答谢媒人，引诱聘娶，王妻于是嫁杨乾夫，杨乾夫于是成为富人。徐州平定后，王可久很穷，一路乞讨回乡，见到妻子。杨乾夫大怒，骂着赶走了他。王妻向官府说明，杨乾夫厚加贿赂，王可久反得罪。再上诉，又获诬陷罪诬。王可久悲叹，于是失明。崔碣到任，王可久陈说冤屈，崔碣调查清楚，于是命官吏将杨乾夫和之前的狱史下狱，揭露贿赂之事，一日处决，以妻归还王可久。当时久雨不停，狱决天晴，都市百姓歌舞于道。改任陕虢观察使。乾符四年（877年）三月，陕州军乱，逐陕虢观察使崔碣，贬为怀州司马，去世。其子崔善。